# ラングレーの問題

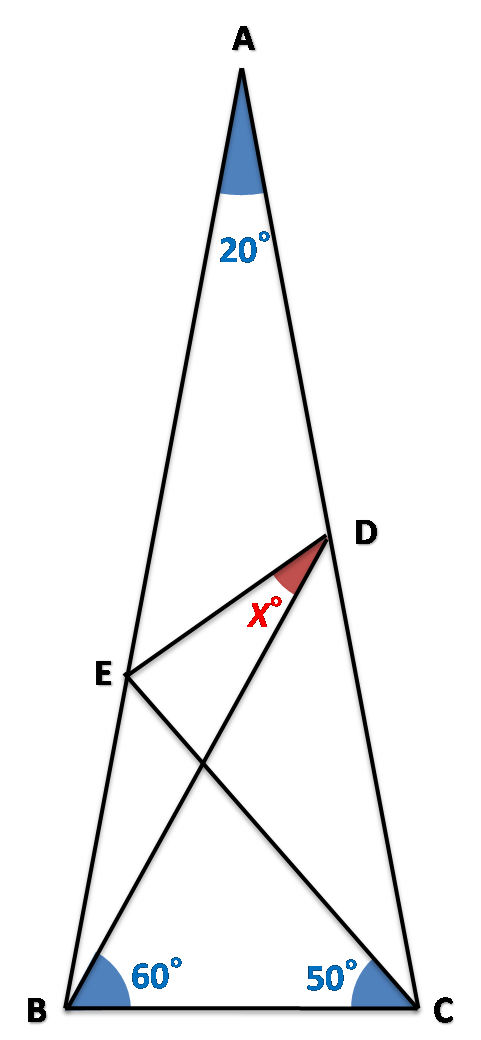
ラングレーの問題

ラングレーの問題（ラングレーのもんだい）は、E. M. ラングレーが1922年に発表した平面幾何学の問題である。

## 概要
ラングレーの問題の問題文は、『AB=AC,∠BAC=20° の二等辺三角形 ABC がある。辺AB上に点E、辺AC上に点Dをとり∠CBD=60°,∠ECB=50° となるようにしたとき、∠BDE の大きさを求めよ。』である。
点Aを省き、四角形として出題されることもある。
ちなみに、Aを中心としてABを半径とする円を描くと、BCはその円に内接する正十八角形の1辺となり、問題に登場する他の線は同じ正十八角形の対角線の一部になる。

## 歴史
この問題は、1922年の The Mathematical Gazette 10月号にラングレーによって"A Problem"のタイトルで発表され、翌年5月号の特集記事で複数の解法が紹介されている。
しかし、1916年のケンブリッジ大学の学問検査に出題されているなど、数学史に残る古典的な伝説の難問である。
日本においては、1972年の灘中学校の入学試験に出題されている。

## 解法
初等幾何学的解法を3つあげる。

解き方の一例

- AB上に BD=BF となる点Fをとり、AD=AG となる点GをDFの延長線上にとる。△AGF≡△DBC を示し、FD=FE を示す。これが、最初に発表された解の1つである。
- BC と DF が平行になるように AB上に点F をとる。BD と CF の交点を G とした時四角形 DFEG が凧形になることを示す。この解法は山本矩一郎によることから、この問題を山本による命名のまま「フランクリンの凧」と呼ぶことも多い。
- AC上に BC=BF となる点Fをとる。二等辺三角形の性質から FE=FD を示す。

他に三角関数を利用した解答などがあるが、いずれにしても ∠BDE = 30° が得られる。

## 整角四角形

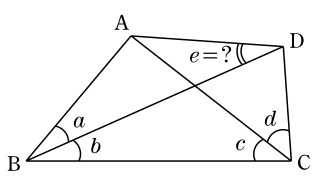
整角四角形問題

四角形の4辺及び対角線のなす角度が全て整数となるものを整角四角形という。また、右図の整角四角形ABCDにおいて、角度 a, b, c, d が与えられて角度 e を求める（または角度 e がその値となることを証明する）ような問題を整角四角形問題と呼ぶ。
ラングレーの問題は、整角四角形問題のうち (a, b, c, d, e) = (20, 60, 50, 30, 30) となるものに相当する。
一般の四角形では、a, b, c, d がいずれも整数であっても、e が整数となるとは限らない。例えば (a, b, c, d) = (20, 60, 40, 40) の場合は、e = 16.91751... という無理数となる。
a, b, c, d, e がいずれも10°の倍数となる問題群については、日本でも初等幾何による証明を網羅した研究例が存在する。海外では、1970年代末にイギリスの J. F. Rigby が、一部の問題群を除いた全ての整角四角形問題（整角三角形の問題も含む）の初等幾何による証明を体系的に示した例がある。Rigbyが初等幾何で証明できなかった問題群については、2015年10月までに全て初等幾何による解法が出揃った。
ちなみに、三角比を使用して直線AD, 直線BDの傾きを調べると、角度 e の大きさを、一般的な形で計算することができる。このとき、角度は整数でも整数でなくても良い。
{\displaystyle e=\arctan({\frac {-\sin(a+b+d)-\sin(a-b-d)+\sin(a+b+2c+d)+\sin(a-b-2c-d)}{\cos(a+b+d)-2\cos(a+b-d)+\cos(a-b-d)+\cos(a+b+2c+d)-\cos(a-b-2c-d)}})}

## 整角三角形

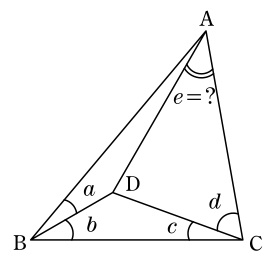
整角三角形問題

三角形の内部に1点をとり、その点と三角形の各頂点を線分で結んだ図形のうち、三角形の3辺を含む6つの線分のなす角度が全て整数となるものを整角三角形という。また、右図の整角三角形において、角度 a, b, c, d が与えられて角度 e を求める（または角度 e がその値となることを証明する）ような問題を整角三角形問題と呼ぶこともある。
整角三角形は、平面上の4点のうち2つずつを結んだ6本の直線同士のなす角度が全て整数であるという意味において、整角四角形に準ずるものとみなされる。